# Lacul de acumulare Kremenciug
Lacul de acumulare Kremenciug ori Kremenciuk (în ucraineană : Кременчуцьке водосховище, transliterat: Kremenchuts’ke Vodoshovîșce) este cel mai mare lac de acumulare situat pe fluviul Nipru. Numit după orașul Kremenciug, acesta are o suprafață totală de 2.250 km2 în regiunile Poltava, Cerkasî și Kirovohrad, din centrul Ucrainei.

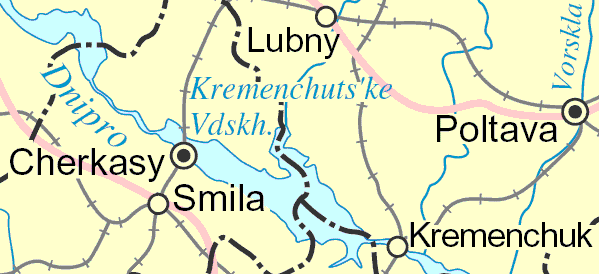
Harta lacului de acumulare Kremenciug

Lacul are 149 km lungime, 28 km lățime și o adâncime medie de 6 m. Volumul total de apă este de 13,5 km³. Este folosit în principal pentru irigare, controlul inundațiilor, pescuit și transport local. Principalele porturi situate pe rezervor sunt Cerkasî și Svitlovodsk (inițial, Hrușciov). Râul Sula se varsă în rezervor, formând o deltă cu numeroase insule.
Lacul a luat ființă în 1959, când a fost construită hidrocentrala Kremenciug. Corpul de apă a inundat întregul raion Novoheorhivsk cu 23 de localități, care au ajuns sub apă, inclusiv locuri istorice precum Krîliv, Novoheorhivsk și altele.
| Panoramă a lacului de acumulare Kremenciug (iulie 2008) [1] | Panoramă a lacului de acumulare Kremenciug (iulie 2008) [2] | Pe malul Lacului de acumulare Kremenciug (iulie 2008) |